# Пуков, Трофим Трофимович
Трофим Трофимович Пуков (1 (14) августа 1915 — 22 ноября 1968) — советский военный. Участник Великой Отечественной войны. Герой Советского Союза (1943). Гвардии младший лейтенант.

## Биография
Трофим Трофимович Пуков родился  1 (14 августа) 1915 года в селе Давыдово Рязанского уезда Рязанской губернии Российской империи в крестьянской семье. Русский. Окончил начальную школу. До призыва на военную службу работал плотником в колхозе.
В ряды Рабоче-крестьянской Красной Армии Т. Т. Пуков был призван Тумским районным военкоматом Рязанской области в июне 1941 года. Прошёл краткий курс молодого бойца, получил воинскую специальность сапёра. В боях с немецко-фашистскими захватчиками красноармеец Т. Т. Пуков с августа 1941 года на Резервном фронте в составе 193-го отдельного сапёрного батальона 120-й стрелковой дивизии 24-й армии. Боевое крещение Трофим Трофимович принял под Ельней. После завершения Ельнинской операции дивизия была выведена в резерв Ставки Верховного Главнокомандования. За отличие в боях она была переформирована в 6-ю гвардейскую стрелковую дивизию, а 193-й сапёрный батальон стал 5-м гвардейским. С октября 1941 года Т. Т. Пуков сражался на Брянском фронте. В ходе Орловско-Брянской операции Битвы за Москву Трофим Трофимович в составе своего подразделения оборонял Мценск. В период контрнаступления советских войск под Москвой 6-я гвардейская стрелковая дивизия в составе 3-й армии Юго-Западного, а затем Брянского фронтов участвовала в Елецкой операции и последующем наступлении на орловском направлении. В боях гвардии красноармеец Т. Т. Пуков в составе группы сапёров действовал впереди боевых порядков пехоты, проделывая проходы в минных полях и проволочных заграждениях противника, участвовал в освобождении городов Ефремова и Новосиля. После завершения наступательных операций в марте 1942 года 6-я гвардейская стрелковая дивизия была выведена в резерв Брянского фронта, где находилась до мая 1942 года. Затем она заняла оборонительные позиции у села Вязоватое Покровского района Орловской области, которые удерживала до зимы 1943 года. Бойцы 5-го отдельного гвардейского сапёрного батальона осуществляли инженерное оборудование занимаемого рубежа и укрепляли инженерные сооружения, вели минную войну, проделывали проходы в проволочных и минных заграждениях противника для разведгрупп. В феврале 1943 года дивизия была передана 48-й армии и принимала участие в Малоархангельской операции. В ходе наступления Трофим Трофимович в составе своего подразделения осуществлял инженерное сопровождение стрелковых соединений своей дивизии, лично проделав 15 проходов в проволочных заграждениях немцев и сняв 162 мины.

Памятник Герою Советского Союза Т. Т. Пукову в городе Спас-Клепики

В начале мая 1943 года 6-я гвардейская стрелковая дивизия была переброшена на Курскую дугу и заняла оборону в составе 13-й армии Центрального фронта на рубеже Поныри — Снава. В преддверии Курской битвы гвардии сержант Т. Т. Пуков, прошедший к этому времени путь от рядового сапёра до командира сапёрного отделения, проделал большую работу по созданию инженерных сооружений и заграждений. Самоотверженный труд сапёров, в том числе и отделения гвардии сержанта Пукова, способствовал успешным оборонительным действиями дивизии, оказавшейся на направлении главного удара немецкой группы армий «Центр». С переходом дивизии в контрнаступление в рамках Орловской операции для 5-го отдельного гвардейского сапёрного батальона вновь начались напряжённые дни. Сапёрам приходилось работать по ночам под постоянным обстрелом противника. Только за одну ночь на 14 июля 1943 года гвардии сержант Т. Т. Пуков перед атакой стрелкового батальона снял 60 немецких противопехотных мин. В ночь с 14 на 15 июля Трофим Трофимович со своими бойцами в короткие сроки оборудовал командную высоту, на которой разместился наблюдательный пункт командира дивизии. 18 июля 1943 года Трофим Трофимович лично произвёл разведку местности в районе посёлка Красная Заря Глазуновского района Орловской области, обезвредив при этом 25 мин.
Разгромив немецко-фашистские войска на Курской дуге, Красная Армия практически без паузы начала Битву за Днепр. Подразделения 13-й армии Центрального фронта сломили сопротивление противника в Левобережной Украине и первыми вышли к реке Днепр. Высокие темпы наступления армии в немалой степени были обеспечены инженерными частями. Гвардии сержант Т. Т. Пуков со своим отделением обеспечивал форсирование частями своей дивизии Сейма, Десны, Днепра и Припяти, затем организовывал паромную переправу через Днепр. Трофим Трофимович особо отличился, работая в должности начальника парома. В период с 20 сентября по 1 октября 1943 года он со своим отделением круглосуточно работал на переправе под непрекращающимися артиллерийско-миномётным обстрелом и налётами вражеской авиации. Своей героической работой на переправе он обеспечил переброску через водную преграду военной техники, боеприпасов, стрелковых подразделений и различного военного имущества, тем самым способствовав успеху дивизии в боях за удержание и расширение плацдарма. Указом Президиума Верховного Совета СССР от 16 октября 1943 года за успешное форсирование Днепр севернее Киева, прочное закрепление плацдарма на западном берегу реки Днепр и проявленные при этом отвагу и геройство гвардии сержанту Пукову Трофиму Трофимовичу было присвоено звание Героя Советского Союза.
Вскоре после присвоения высокого звания Т. Т. Пукова в числе особо отличившихся в Битве за Днепр воинов направили на учёбу в военное училище. После окончания обучения Трофим Трофимович продолжал служить в армии до 1946 года. В запас он уволился в звании младшего лейтенанта. Жил на станции Челюскинская Мытищинского горсовета Московской области, работал плотником на стройках в Мытищах. Умер Трофим Трофимович 22 ноября 1968 года. Похоронен в Москве на Перловском кладбище.

## Награды
- Медаль «Золотая Звезда» (16.10.1943);
- орден Ленина (16.10.1943);
- орден Красной Звезды (08.09.1943);
- Серебряная звезда США (1944)[5]
- медали.

## Память
- Памятник Герою Советского Союза Т. Т. Пукову установлен в городе Спас-Клепики Рязанской области

## Документы
- Общедоступный электронный банк документов «Подвиг Народа в Великой Отечественной войне 1941—1945 гг.» Дата обращения: 10 июля 2013. Архивировано из оригинала 13 марта 2012 года.

Представление к званию Героя Советского Союза. Дата обращения: 10 июля 2013. Архивировано 2 сентября 2013 года.
Указ Президиума Верховного Совета СССР о присвоении звания Героя Советского Союза. Дата обращения: 10 июля 2013. Архивировано 2 сентября 2013 года.
Орден Красной Звезды (наградной лист и приказ о награждении). Дата обращения: 10 июля 2013. Архивировано 2 сентября 2013 года.